# W. Otto Miessner
William Otto Miessner, né le 26 mai 1880 à Huntingburg (Indiana) et mort le 27 mai 1967 à Connersville dans le même État, est un compositeur et professeur de musique américain. Il passe la majeure partie de sa vie dans le Midwest, en particulier dans l'Indiana et le Wisconsin.

## Biographie
William Otto Miessner naît le 26 mai 1880 à Huntingburg. Il est le premier enfant de Charles Miessner et de Mary Miessner (née Reutepohler), et le frère de Benjamin Franklin Miessner. La mère d'Otto est en mauvaise santé et reste invalide pendant des années, obligeant Otto à s'occuper du ménage et de la cuisine. Il est diplômé de Huntingburg High School en 1898. Il obtient un diplôme du Conservatoire de musique de Cincinnati, où il étudie la théorie musicale avec A. J. Gantvoort, le piano avec Frederick Hoffman et le chant avec Adolph Devin-Duvivier. Il poursuit ensuite ses études à New York avec Frederick Bristol (chant), A. J. Goodrich (harmonie et contrepoint) et Edgar Stillman Kelley (composition). Il étudie également  le chant à Berlin, prenant des cours en 1910 avec Alexander Heinemann. Il enseigne ensuite la musique de 1900 à 1904 dans une école de Boonville, dans l'Indiana, avant de se rendre à Connersville pour y enseigner la musique dans des écoles primaire et secondaires ; il y reste de 1905 à 1909. Miessner aurait déclaré : « L'esprit oisif est l'atelier du diable. Mais c'est mon atelier et je ne tolérerai pas un esprit oisif tant qu'il y aura de l'excitation dans la musique. ».
Un jour de 1906, Miessner rencontre dans la rue trois élèves qui ont été renvoyés de l'école plus tôt dans la journée pour mauvaise conduite. Les trois regardaient un spectacle de ménestrels, en battant la mesure avec leurs mains tout en écoutant. Miessner conclut un marché avec les trois garçons : il les réintègrera à l'école si, en échange, ils apprennent à jouer d'un instrument dans un orchestre scolaire qu'il prévoit de créer. Ils acceptent ; Miessner, quant à lui, les encourage à s'entraîner en leur promettant un concert public et des uniformes aux couleurs de l'école.. L'expérience est un succès et le lycée de Connersville possède la première fanfare de lycée public aux États-Unis. Miessner bénéficié d'une grande aura pour son travail de création de l'orchestre, qui est choisi pour se produire lors d'une convention de l'Association des enseignants du Nord et du Sud de l'Indiana en 1908. Cette prestation fait l'objet d'un article dans School Music, une publication nationale destinée aux éducateurs musicaux, et le nom de Miessner est mentionné.
Miessner occupe ensuite plusieurs postes d’enseignant et d’administrateur pendant le reste de sa carrière. Il est directeur des écoles de musique du Milwaukee State Teachers College de 1914 à 1922 et, de 1911 à 1924, il  enseigne lors de sessions d'été à l'Université Northwestern. Il fonde le Miessner Institute of Music à Milwaukee en 1924. Au début des années 1930, il travaille avec son frère Benjamin à l'invention d'un instrument appelé rythmicon. Malheureusement pour eux, Léon Theremin avait déjà développé un instrument similaire portant le même nom. En 1936, il devient chef du département d'éducation musicale à l'Université du Kansas, où il dirige le programme d'études supérieures et reste en poste jusqu'en 1945. En outre, il coédite des manuels de musique pour Silver Burdett pendant quarante ans et est pendant dix ans président de la Miessner Piano Company à Milwaukee. Il reçoit également de nombreuses distinctions pour son travail d'éducateur, notamment des doctorats honorifiques du Conservatoire de Cincinnati et du Chicago Musical College. Il est membre à vie de la Conférence nationale des éducateurs de musique, dont il est président de 1923 à 1924 ; il est également membre de Phi Delta Kappa, Phi Mu Alpha Sinfonia et de Pi Kappa Lambda. Pendant son séjour à Boonville, il est également directeur musical pour un certain nombre d'organisations locales, dont l'église méthodiste. En 1986, il est intronisé au Temple de la renommée de la Conférence nationale des éducateurs en musique.
Une fois à la retraite, Miessner retourne à Connersville. Ayant appris qu'aucun professeur de musique n'a pu être trouvé pour certaines écoles locales, il obtient en urgence un permis lui permettant de reprendre l'enseignement pendant trois ans, à partir de 1956. On lui dit alors qu'il doit suivre un cours d'initiation à l'enseignement pour conserver son permis ; estimant que son expérience d'enseignant devrait le dispenser d'un tel travail, il décline l'offre. Il meurt à Connersville en 1967.

## Œuvres et publications
On se souvient surtout de Miessner comme d'un éducateur, mais il a également écrit de la musique. La plupart de ses œuvres ont été composées pour des chœur, mais il a également écrit des chansons ainsi que quelques pièces pour piano. Il a également écrit des ouvrages pédagogiques pour les violonistes et pianistes débutants, et compilé du matériel pédagogique sur la musique symphonique et les chansons américaines.